# Iva Despotović
Iva Despotović (Božjakovina, 6. siječnja 1654. ‒ ?), hrvatski katolički svećenik, isusovac, filozof.
Studirao je u Beču gdje je 1673. godine ušao u Družbu Isusovu. Završivši novicijat, po dvije je godine predavao u gimnazijama u Varaždinu i Zagrebu, a potom je studirao teologiju u Grazu. 
Osim službovanja u Varaždinu i Užgorodu u Ukrajini stalno je djelovao u Zagrebu kao profesor filozofije, propovijednik i upravitelj konvikta Sv. Josipa, u kojem je sagradio kapelu. Bio je izvrstan i vrlo cijenjeni govornik te često nastupao u gradu prigodom smrti poznatih plemića, crkvenih blagdana i sličnih zgoda. U rukopisu je ostavio više latinskih govora, a dva su mu objavljena za života.